# Arbutus

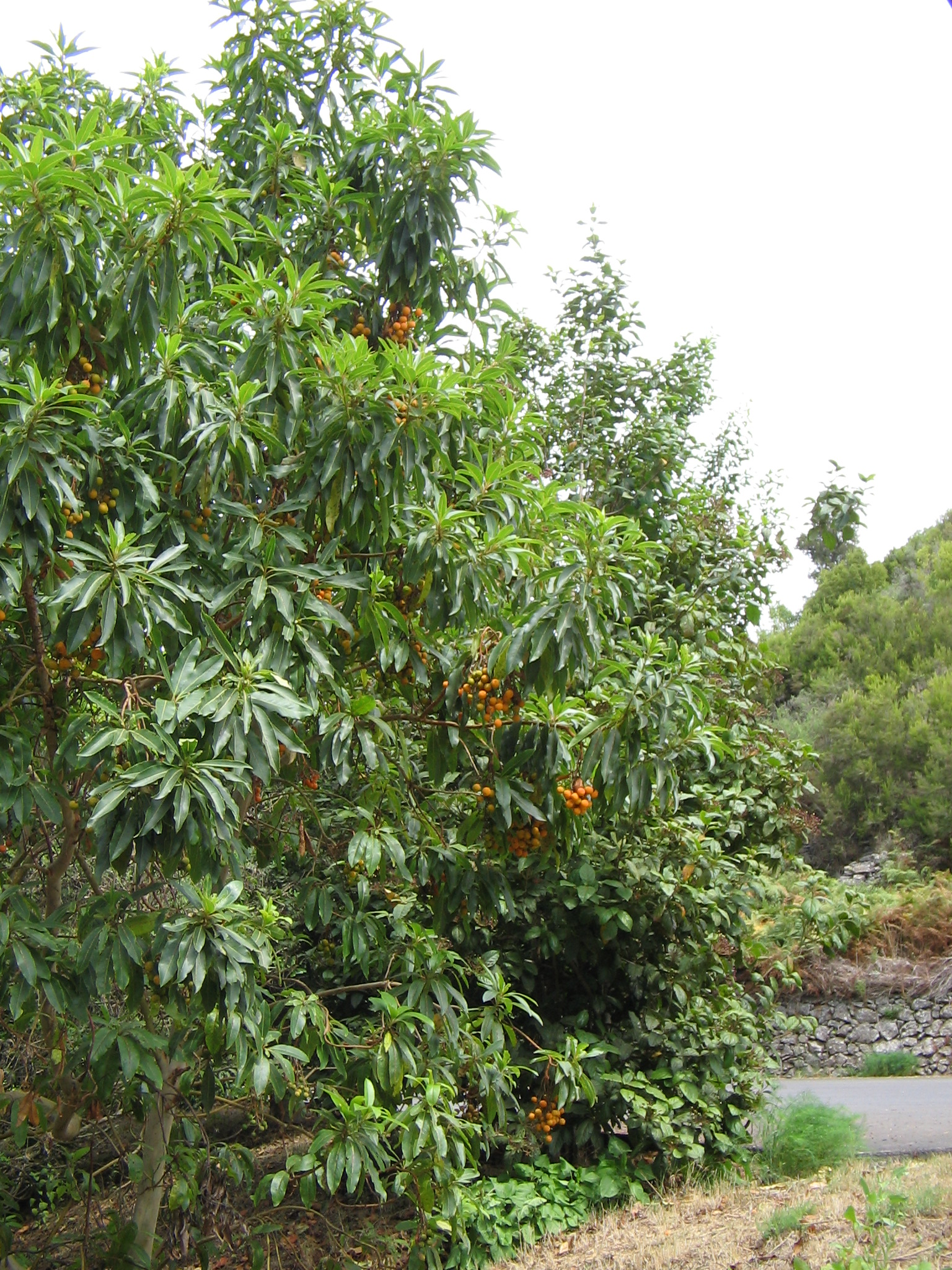
Arbutus canariensis.

Arbutus es un género de plantas de la familia Ericaceae con unas 11 especies aceptadas, de las más de 100 descritas, de árboles y arbustos nativas de las regiones templadas del Mediterráneo, Europa occidental y Norteamérica. Varias de las especies son ampliamente cultivadas como plantas ornamentales fuera de su hábitat natural.
- Nota: Algunas especies de los géneros Epigaea, Arctostaphylos y Gaultheria estaban anteriormente clasificadas en el género Arbutus.

## Descripción
Son árboles a arbustos; corteza desprendiéndose en hojuelas grandes, que permanecen sólo en las partes viejas de los troncos. Hojas alternas, perennes, pecioladas, coriáceas, la nervadura eucamptódroma, los márgenes enteros o finamente serrados. Inflorescencias terminales en racimos agrupados; brácteas florales tempranamente endurecidas; pedicelos continuos con el cáliz; bractéolas 2, basales. Flores 5-meras, sin aroma, la estivación imbricada; lobos del cáliz libres; corola urceolada, constriñéndose hacia la mitad e inflándose simultáneamente; estambres 10, iguales; filamentos distintos, iguales, expandidos en la parte inferior hacia una base vellosa hinchada, el conectivo a veces prolongado hacia un ala membranácea sagitada extendiéndose por encima del ápice de la antera; anteras espolonadas, el ápice dehiscente por poros elípticos subterminales, con tejido de desintegración; polen sin hilos de viscina; ovario súpero. Frutos en bayas, áspero-tuberculadas, glabras o pelosas; semillas marrones, parcialmente embebidas en una placenta carnosa.

## Taxonomía
El género fue descrito por Carlos Linneo y publicado en Species Plantarum 1: 395. 1753.

## Genética
Un reciente estudio en el que se analizó el ADN ribosomal de Arbutus y sus géneros emparentados sugieren que las especies de la Cuenca mediterránea no están muy estrechamente emparentadas con las norteamericanas y que la escisión entre los dos grupos se produjo entre los periodos del Paleógeno y el Neógeno. 

## Especies

### Principales especies
Viejo Mundo
- Arbutus andrachne. Sureste de Europa y suroeste de Asia.
- Arbutus canariensis Veill.. Islas Canarias.
- Arbutus unedo L.. Difundido por toda la región mediterránea, incluidas sus islas y también el oeste de Francia y oeste de Irlanda así como hacia el sur hasta el Algarve en Portugal. También nativa en Ucrania[3]
- A. unedo y A. andrachne se hibridan naturalmente allí donde sus áreas de distribución coinciden; el híbrido ha sido llamado Arbutus × andrachnoides (sin. A. × hybrida, o A. andrachne × unedo), heredando rasgos de ambas especies de origen, aunque los frutos no suelen nacer libremente, y como un híbrido es improbable que críe de verdad a partir de semillas.

Nuevo Mundo
- Arbutus arizonica  (A.Gray) Sarg.. Nuevo México, Arizona y México oriental hacia el sur hasta Jalisco.
- Arbutus menziesii Pursh. Costa occidental de Norteamérica desde el sur de la Columbia Británica al centro de California, en las laderas occidentales de Sierra Nevada y las montañas Cadena costera del Pacífico.
- Arbutus xalapensis Kunth  (sin. A. texana, A. peninsularis y A. glandulosa). Texas, Nuevo México y México.

Otras especies aceptadas
- Arbutus × androsterilis M.Salas & al.
- Arbutus madrensis S.González
- Arbutus occidentalis McVaugh & Rosatti
- Arbutus tessellata P.D.Sørensen

Lista completa de todos los taxones descritos, aceptados y sinónimos en "The Plant List"

## Ecología
Los miembros de este género son alimento de algunas especies de lepidópteros, incluida la mariposa emperador.